# FIVB World Tour 2014 der Männer
Die FIVB World Tour 2014 der Männer bestand aus 17 Beachvolleyball-Turnieren, von denen zehn als Grand Slam und sieben als Open ausgetragen wurden.

## Turniere

### Fuzhou Open, China, 22. bis 26. April 2014
| Platz | Team                 |
| ----- | -------------------- |
| 1     | Nicolai/Lupo         |
| 2     | Alison/Bruno         |
| 3     | Stiekema/Varenhorst  |
| 4     | Šmēdiņš/Samoilovs    |
| 5     | Pedro/Emanuel        |
| 5     | Ricardo/Álvaro Filho |
| 5     | Brouwer/van Dorsten  |
| 5     | Kovatsch/J. Kissling |

Im Hauptfeld spielten die deutschen Teams Fuchs/Kaczmarek und Koreng/Dittelbach sowie die Schweizer Kovatsch/Kissling, J., Chevallier/Prawdzic und Gabathuler/Gerson. Verletzungsbedingt konnten Fuchs/Kaczmarek in der Gruppenphase nicht antreten. Dittelbach/Koreng erreichten nach drei Niederlagen in der Gruppenphase, wie auch Fuchs/Kaczmarek, Platz 25.

### Shanghai PPTV Grand Slam, China, 29. April bis 3. Mai 2014
| Platz | Team                   |
| ----- | ---------------------- |
| 1     | Nicolai/Lupo           |
| 2     | Šmēdiņš/Samoilovs      |
| 3     | Erdmann/Matysik        |
| 4     | Pedro/Emanuel          |
| 5     | Herrera/Gavira         |
| 5     | Kądzioła/Szałankiewicz |
| 5     | Gibb/Patterson         |
| 5     | Rosenthal/Dalhausser   |

Im Hauptfeld spielten die deutschen Duos Erdmann/Matysik, Böckermann/Urbatzka, Walkenhorst/Windscheif und Dollinger, A./Wickler. Für Österreich traten die Teams Doppler/Horst und Huber/Seidl an. Mit dem Aus in der ersten Runde und damit Platz 17 beendeten Dollinger, A./Wickler und Huber/Seidl das Turnier. Böckermann/Urbatzka und Walkenhorst/Windscheif schieden in der zweiten Runde aus und wurden Neunte. Erdmann/Matysik gewannen das Spiel um den dritten Platz gegen die Brasilianer Pedro/Emanuel nach einem 0:1-Rückstand noch mit 2:1 (15-21, 21-19, 15-10) und sicherten sich damit ihr zweites FIVB-Edelmetall überhaupt.

### Puerto Vallarta Open, Mexiko, 6. bis 10. Mai 2014
| Platz | Team                    |
| ----- | ----------------------- |
| 1     | Šmēdiņš/Samoilovs       |
| 2     | P. Ingrosso/M. Ingrosso |
| 3     | Virgen/Ontiveros        |
| 4     | Dittelbach/Koreng       |
| 5     | Boehm/Durant            |
| 5     | E. Grimalt/M. Grimalt   |
| 5     | Chen/Li                 |
| 5     | Brunner/Rogers          |

Für Deutschland spielten die Teams Dittelbach/Koreng, Fuchs/Kaczmarek und Dollinger, A./Wickler. Die Schweizer traten mit den Teams Kovatsch/Kissling, J. und Gabathuler/Gerson und die Österreicher mit Dressler/Kunert und Winter/Petutschnig. Kaczmarek/Fuchs schieden bereits in der Poolphase aus. Dittelbach/Koreng unterlagen erst im Spiel um den dritten Platz dem mexikanischen Duo Virgen/Ontiveros.

### Anapa Open, Russland, 28. Mai bis 1. Juni 2014
| Platz | Team                       |
| ----- | -------------------------- |
| 1     | Pļaviņš/Solovejs           |
| 2     | Semjonow/Krassilnikow      |
| 3     | Gabathuler/Gerson          |
| 4     | Chevallier/Strasser        |
| 5     | Chen/Li                    |
| 5     | Marco/García               |
| 5     | Kollo/Vesik                |
| 5     | De J Santos/Santos Pereira |

### Moskau Grand Slam, Russland, 11. bis 15. Juni 2014
| Platz | Team                  |
| ----- | --------------------- |
| 1     | Semjonow/Krassilnikow |
| 2     | Fijałek/Prudel        |
| 3     | Rosenthal/Dalhausser  |
| 4     | Nicolai/Lupo          |
| 5     | Alison/Bruno          |
| 5     | Vitor Felipe/Evandro  |
| 5     | Herrera/Gavira        |
| 5     | Šmēdiņš/Samoilovs     |

### Berlin smart Grand Slam, Deutschland, 18. bis 22. Juni 2014
| Platz | Team                   |
| ----- | ---------------------- |
| 1     | Hyden/Bourne           |
| 2     | Lucena/Doherty         |
| 3     | Alison/Bruno           |
| 4     | Pedro/Emanuel          |
| 5     | Šmēdiņš/Samoilovs      |
| 5     | Stiekema/Varenhorst    |
| 5     | Fijałek/Prudel         |
| 5     | Kądzioła/Szałankiewicz |

### Stavanger Grand Slam, Norwegen, 25. bis 29. Juni 2014
| Platz | Team                  |
| ----- | --------------------- |
| 1     | Rosenthal/Dalhausser  |
| 2     | Ricardo/Álvaro Filho  |
| 3     | Gabathuler/Gerson     |
| 4     | Sidorenko/Djatschenko |
| 5     | Pedro/Emanuel         |
| 5     | Herrera/Gavira        |
| 5     | Erdmann/Matysik       |
| 5     | Hyden/Bourne          |

### Gstaad Grand Slam, Schweiz, 8. bis 13. Juli 2014
| Platz | Team                 |
| ----- | -------------------- |
| 1     | Rosenthal/Dalhausser |
| 2     | Alison/Bruno         |
| 3     | Lucena/Doherty       |
| 4     | Erdmann/Matysik      |
| 5     | Doppler/Horst        |
| 5     | Ricardo/Álvaro Filho |
| 5     | Herrera/Gavira       |
| 5     | Stiekema/Varenhorst  |

### Den Haag Grand Slam, Niederlande, 15. bis 20. Juli 2014
| Platz | Team                 |
| ----- | -------------------- |
| 1     | Fijałek/Prudel       |
| 2     | Rosenthal/Dalhausser |
| 3     | Pedro/Emanuel        |
| 4     | Alison/Bruno         |
| 5     | Herrera/Gavira       |
| 5     | Erdmann/Matysik      |
| 5     | Šmēdiņš/Samoilovs    |
| 5     | Lucena/Doherty       |

### Long Beach Grand Slam, USA, 22. bis 27. Juli 2014
| Platz | Team                   |
| ----- | ---------------------- |
| 1     | Rosenthal/Dalhausser   |
| 2     | Fijałek/Prudel         |
| 3     | Brunner/Rogers         |
| 4     | Walkenhorst/Windscheif |
| 5     | Ricardo/Álvaro Filho   |
| 5     | Šmēdiņš/Samoilovs      |
| 5     | Brouwer/Meeuwsen       |
| 5     | Stiekema/Varenhorst    |

### Klagenfurt A1 Grand Slam, Österreich, 30. Juli bis 3. August 2014
| Platz | Team                  |
| ----- | --------------------- |
| 1     | Alison/Bruno          |
| 2     | Nicolai/Lupo          |
| 3     | Kapa/McHugh           |
| 4     | Šmēdiņš/Samoilovs     |
| 5     | Erdmann/Matysik       |
| 5     | Fijałek/Prudel        |
| 5     | Semjonow/Krassilnikow |
| 5     | Hyden/Bourne          |

### Stare Jabłonki Grand Slam, Polen, 20. bis 24. August 2014
| Platz | Team                   |
| ----- | ---------------------- |
| 1     | Pedro/Álvaro Filho     |
| 2     | Šmēdiņš/Samoilovs      |
| 3     | Gibb/Patterson         |
| 4     | Doppler/Horst          |
| 5     | Nummerdor/Varenhorst   |
| 5     | Kądzioła/Szałankiewicz |
| 5     | Hyden/Bourne           |
| 5     | Rosenthal/Dalhausser   |

### São Paulo Grand Slam, Brasilien, 23. bis 28. September 2014
| Platz | Team                 |
| ----- | -------------------- |
| 1     | Nummerdor/Varenhorst |
| 2     | Ricardo/Emanuel      |
| 3     | Losiak/Kantor        |
| 4     | Binstock/Schachter   |
| 5     | Schalk/Saxton        |
| 5     | S. Dollinger/Popp    |
| 5     | Šmēdiņš/Samoilovs    |
| 5     | V. Göğtepe/Giginoğlu |

### Xiamen Open, China, 7. bis 11. Oktober 2014
| Platz | Team                    |
| ----- | ----------------------- |
| 1     | Krou/Rowlandson         |
| 2     | Marco/García            |
| 3     | Ljamin/Barsuk           |
| 4     | Brunner/Mayer           |
| 5     | Ha Likejiang/Bao Jian   |
| 5     | Zhang Lizeng/Li Zhuoxin |
| 5     | Kotsilianos/Zoupanis    |
| 5     | V. Gögtepe/Giginoglu    |

### Parana Open, Argentinien, 28. Oktober bis 2. November 2014
| Platz | Team                    |
| ----- | ----------------------- |
| 1     | Binstock/Schachter      |
| 2     | E. Grimalt/M. Grimalt   |
| 3     | Schalk/Saxton           |
| 4     | Fuchs/Kaczmarek         |
| 5     | Mehamed/Capogrosso      |
| 5     | B. Poniewaz/D. Poniewaz |
| 5     | Faiga/Hilman            |
| 5     | Montgomery/Casebeer     |

### Doha Open, Katar, 4. bis 8. November 2014
| Platz | Team                    |
| ----- | ----------------------- |
| 1     | Holler/Schröder         |
| 2     | Binstock/Schachter      |
| 3     | Krou/Rowlandson         |
| 4     | Bykanow/Prokopjew       |
| 5     | Eglseer/Müllner         |
| 5     | Salvetti/Daguerre       |
| 5     | B. Poniewaz/D. Poniewaz |
| 5     | P. Ingrosso/M. Ingrosso |

### Mangaung Open, Südafrika, 9. bis 14. Dezember 2014
| Platz | Team                  |
| ----- | --------------------- |
| 1     | Nummerdor/Varenhorst  |
| 2     | E. Grimalt/M. Grimalt |
| 3     | Krou/Rowlandson       |
| 4     | Fuchs/Kaczmarek       |
| 5     | Dearing/May           |
| 5     | Kotsilianos/Zoupanis  |
| 5     | Faiga/Hilman          |
| 5     | Brunner/Lucena        |

## Auszeichnungen des Jahres 2014
| FIVB Tour Champion    | Šmēdiņš/Samoilovs   |
| Team of the year      | Šmēdiņš/Samoilovs   |
| Most Outstanding      | Phil Dalhausser     |
| Sportsperson          | Emanuel Rego        |
| Top Rookie            | Tri Bourne          |
| Most Inspirational    | Jacob Gibb          |
| Most Improved Player  | Ryan Doherty        |
| Best Blocker          | Phil Dalhausser     |
| Best Hitter           | Jānis Šmēdiņš       |
| Best Offensive Player | Paolo Nicolai       |
| Best Server           | Phil Dalhausser     |
| Best Setter           | Phil Dalhausser     |
| Best Defensive Player | Bruno Oscar Schmidt |